# Porotrichum leucocaulon
Porotrichum leucocaulon là một loài rêu trong họ Neckeraceae. Loài này được (Müll. Hal.) Mitt. mô tả khoa học đầu tiên năm 1869.